# Podroje
Podroje – wieś w Słowenii, w gminie Šmartno pri Litiji. W 2018 roku liczyła 138 mieszkańców.